# EU-Almanach Lebensmittelsicherheit
Der EU-Almanach Lebensmittelsicherheit ist eine Broschüre über die zuständigen Behörden und Strukturen der Lebensmittel- und Futtermittelsicherheit in der Europäischen Union (EU). Sie beinhaltet 38 Länderprofile der EU-Mitgliedsstaaten und assoziierter Staaten wie Island und Norwegen, den Ländern des Westbalkans (Albanien, Bosnien und Herzegowina, Kosovo, Montenegro, Nordmazedonien, Serbien) sowie der Schweiz und der Türkei. Der EU-Almanach wird herausgegeben vom Bundesinstitut für Risikobewertung (BfR) und ist in Deutsch, Englisch, Spanisch, Französisch, Portugiesisch und Chinesisch verfügbar.